# Kindbergia kenyae
Kindbergia kenyae là một loài Rêu trong họ Brachytheciaceae. Loài này được (Tosco & Piovano) O'Shea & Ochyra mô tả khoa học đầu tiên năm 2000.